# Urho Sipponen
Urho Aatto Sipponen (Terijoki toen: Finland, nu: Zelenogorsk bij Sint-Petersburg, 10 december 1915 – 30 augustus 1991) was een Fins componist.

## Levensloop
Over deze Finse componist is weinig bekend. Hij schreef onder andere drie opera's. Zijn Nationaal-Romantische stijl heeft hij als componist behouden tot zijn overlijden.  Hij was een student van Sibelius. Voor Sipponen was melodie alles; hij componeerde ze in lange bogen (zinnen). Hij schreef naast zijn drie opera's ook werken voor orkest, harmonieorkest, koren, vocale muziek en kamermuziek.
Hij was directeur van het Muziek Instituut De werkelijke Finland in Turku.

## Composities

### Werken voor orkest
- Am heldengrab
- Auran rantojen marssi
- Festivo
- Jubilaeums-march
- Drottnings-march
- Monrepos
- Pianokonsertto (Concert) Nr. 2 in G-groot, voor piano en kamerorkest
- Pieni sarja jousille, voor strijkorkest
  1. Adagio
  2. Die Stimmung
  3. Die Elegie
  4. Die Sarabande
  5. In Memoriam
  6. Ein kleines Märchen
  7. Die Erinnerung
- Veteraanimarssi
- Victoria-march
- Viipuri sarja
- Wacht am Schloss

### Werken voor harmonieorkest
- Pro patria, voor harmonieorkest
- Festival ouverture, voor harmonieorkest

### Muziektheater

#### Opera's
- 1939 Aslak Jauri
- 1943 Kurjat - libretto: naar Victor Hugo, «Les Misérables»
- 1982-1984 Hakkapeliitat - libretto: Erkki Sipponen - première: 1984 Finland-Proper Music Institute

#### Operettes
- 1980 Silloin kukkivat tuomet, 3 aktes - libretto: Nimeämätön
- Yllätyksiä - librettist: Veikko Huuskonen

### Werken voor koren
- Aattoiltana, kerstlied voor mannenkoor
- Aamutunnelma, voor gemengd koor
- Auranrantojen marssi
- Hawaijin rannalla
- Joulukellot kumajaa, kerstlied voor mannenkoor
- Nuori karjalainen, voor gemengd koor en orkest - tekst: van de componist
- Taivaan polku, voor koor en orkest - tekst: Ilmari Pimiä (1897-1989)
- Tulevat keikat, voor gemengd koor

### Vocale muziek
- Karjalainen kansanlaulu, voor sopraan en piano - tekst: van de componist
- Marjatan laulu

### Kamermuziek
- Lamentoso, voor cello en piano

### Werken voor piano
- Adagio osa pienestä jousisarjasta
- Etydi pianolle
- Nocturno
- Paraatimarssi (Parademars), voor piano vierhandig
- Valssi B-duuri (Wals in Bes groot), voor piano vierhandig